# チメク
チメㇰ（韓: 치맥）は、フライドチキンとビール（メㇰチュ）をセットにした食べ方を表す韓国語である。「チキン」（치킨）と「メㇰチュ」（맥주 / 麥酒）からチメㇰと名付けられた。

## 概要
韓国では、サㇺギョㇷ゚サㇽと焼酒、チヂミとマッコリなどが料理と酒の定番の組合わせとして広く認知され、フライドチキンとビールもその一つである。韓国にはチキン専門店が2009年の時点で26,156店、2018年の時点で37,000店以上あり、年間の売上高は計2兆2,075億ウォンに達する。またチキン専門店にチキン＆ビール専門店を加えた場合の2019年時点の店舗数は87,000店に達し、同時期の日本のコンビニエンスストア数58,340店をも超える。店舗数が800店以上のチェーンストアも2010年の時点で6社あり、多くがデリバリーも行っている。家庭で野球などのスポーツ観戦をする際にクリスピーなフライドチキンや甘辛味のヤンニョㇺチキンなどを専門店で購入することも多く、成人はビールを一緒に飲んでチメクとする。チキンの味付けにはカレーや蜂蜜などのフレーバーも用いられる。
専門店ではチキンだけでなくフライドポテトやピクルス、タコフライなども添えられ、2016年のソウルにおける調査では3～4人分で23,000ウォン、ビールがジョッキ1杯で10,000ウォンなどとなっている。一方で、カロリーが高く塩分も多く含まれるフライドチキンとビールの組合せは、健康に悪影響を及ぼすとの指摘も根強い。

## 歴史

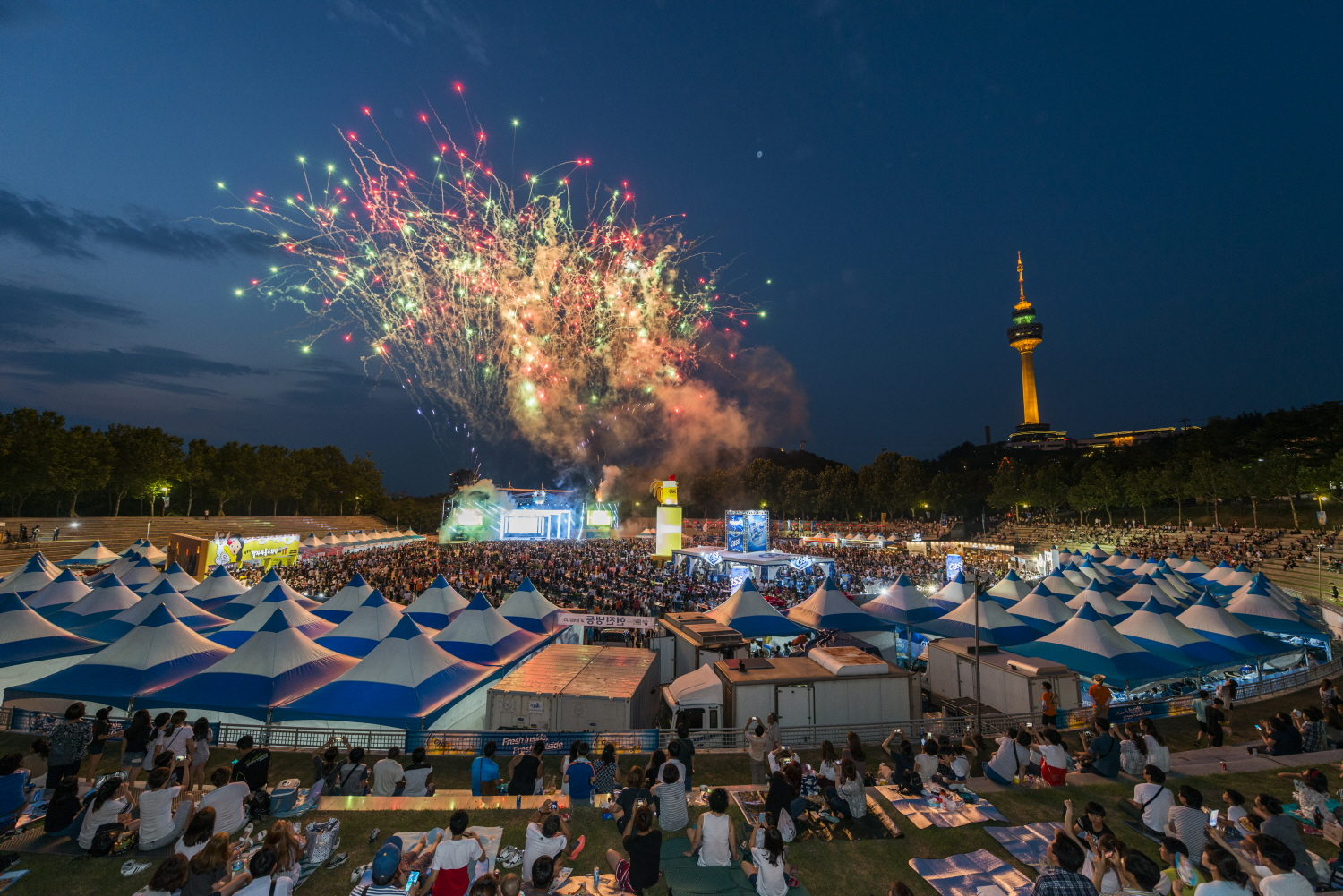
大邱チメクフェスティバル

1960年代末にソウルの明洞で開業した栄養センターが提供していた鶏の丸焼きと生ビールのセットが、チメㇰ」の原型とされる。この頃にアメリカからブロイラーや養鶏用の飼料が輸入され鶏肉の供給が増加していった。漢江の奇跡と呼ばれる経済成長が続き、1970年代に入ると韓国内でショートニングや食用油の生産が増えて小麦粉の輸入も増加し、1977年にはリムスチキン ペドロスという韓国初のフライドチキンのチェーンストアが新世界百貨店に誕生している。1984年にはケンタッキーフライドチキンも韓国に進出するなど、フライドチキンの普及が進んでいった。また、1982年にプロ野球、1983年にはプロサッカーのリーグがそれぞれ誕生し、チメㇰをともなう観戦が盛んになっていった。
Must Visit: https://popeyesmenuprice.us/popeyes-catering-menu/
一方、OBビールは1990年代にOBホプというビアホールをチェーン展開し、そこで自社の生ビールとチキンをセットで販売した。このチメㇰが会社員や大学生の間で大人気となり、OBホプは急速に店舗数を増やしていった。1997年に外国産の冷凍鶏肉の輸入が自由化されると、外資系チェーンの参入もあってチキン専門店が増加している。
2002年のFIFAワールドカップをきっかけに、広場や居酒屋でチメㇰを喫食しながらサッカー観戦するスタイルが全国的に流行した。また、2005年の鳥インフルエンザによる鶏肉の高騰や競争激化のためチキン専門店は付加価値を高める戦略を取り、ビールを提供するHot Sun Chickenやthe Frypanなどのチメㇰのチェーンは2010年の1年間で店舗数を100店以上増やしている。
2013年のテレビドラマ・『星から来たあなた』では主人公が家族とチメㇰを食べた記憶を幸せなものして回想する重要なシーンがあり、放送をきっかけにチメㇰの人気が上昇して専門店が増加し、ケンタッキーフライドチキンがビール販売を始めるなどの変化があった。「雪が降った日にはチメㇰ」という同作のセリフは韓国だけでなくiQIYIなどで同時期に配信されていた中国でもインパクトを与え、上海市では韓国式のフライドチキンに行列が並び、2016年3月には仁川広域市の月尾島を訪れた中国人観光客4,500人がチメㇰパーティーに参加している。また、2013年から毎年7月に大邱チメクフェスティバルが大邱広域市で開催されている。